# Kahn
Kahn je priimek več znanih osebnosti:
- Albert Kahn - ameriški arhitekt
- Gustave Kahn - francoski pesnik in kritik
- Louis Isidore Kahn - ameriški arhitekt
- Madeline Kahn - ameriška filmska igralka
- Oliver Kahn - nemški nogometni vratar